# Saint-Jean-d'Avelanne
Saint-Jean-d'Avelanne là một xã của tỉnh Isère, thuộc vùng Rhône-Alpes, đông nam nước Pháp.